# Підорлик великий
Підорлик великий (Clanga clanga) — великий хижий птах, як і решта орлів належить до родини яструбових (Accipitridae). Українська народна назва — орел-скигляк. В Україні гніздовий перелітний птах.

## Морфологічні ознаки
Великий підорлик має довжину тіла 65-73 см і масу тіла 1,6 — 3,2 кг. Статевий диморфізм виражений слабо, самки дещо більші за самців. Великий підорлик дещо більше і темніше за свого найближчого родича — малого підорлика, але в польових умовах ці види практично невідрізнимі. Оперення дорослих птахів (від трьох років і старше) однотонне, темно-буре, потилиця і підхвостя забарвлені декілька світліше. Махове пір'я крил чорнувате з світлими основаннями внутрішніх опахал; махове хвоста — темно-буре, іноді з чорнуватим поперечним малюнком. Дзьоб і кігті чорні. Восковиця і ноги жовті. Ноги оперені до самих пальців.
Зрідка зустрічаються світла морфа, у цих особин основний бурий колір замінений вохристий жовтуватим. У молодих особин оперення з світлими краплеподібними плямами на верхній стороні тіла, зустрічається також світла варіація з переважанням вохристо-золотистого тону. У проміжних нарядах поступово зменшується домішка вохристих плям.

## Розповсюдження
Великий підорлик — мігруючий птах, що гніздиться в помірній смузі Євразії, від Східної Європі до Монголії і Китаю. Зимує в Індії, Ірані та Індокитаї. В Україні сучасний ареал охоплює північно-західні, північні та, можливо, північно-східні області. У зимовий період зрідка трапляється в Азово-Чорноморському регіоні. З середини ХХ ст. ареал зменшився, відступив на північ.

## Чисельність і причини її зміни
На 1997 р. чисельність гніздового угруповання виду в Україні оцінено в 40—60 пар, на 2004 р. — у 20—30 пар. Такий стан української популяції визначений при проведенні широких обстежень районів, де була ймовірною присутність виду. Сучасна чисельність цього підорлика в Україні, ймовірно, становить 10—20 пар. 
В європейській гніздовій популяції у 2004 р. налічували 810—1100 пар.
Основні причини зміни чисельності: знищення ділянок заплавного стиглого лісу біля великих водойм, меліорація, ведення лісорозробок біля гнізд птахів, відстріл мисливцями, а також, в останній час, техногенний вплив в результаті повномасштабного вторгнення Росії на територію України.

## Спосіб життя
Великий підорлик мешкає в мішаних лісах та біля заплавних лук, боліт, річок і озер. Саме ці місця є для нього відмінними мисливськими угіддями. Цей орел частіше населяє низовинні райони, але інколи зустрічається на висоті до 1000 м. Полюючи, підорлик ширяє на великій висоті або розшукує здобич на землі.

### Живлення
Їжею підорликам служать гризуни, (переважно водяні полівки), плазуни, земноводні і дрібні птахи.

### Розмноження

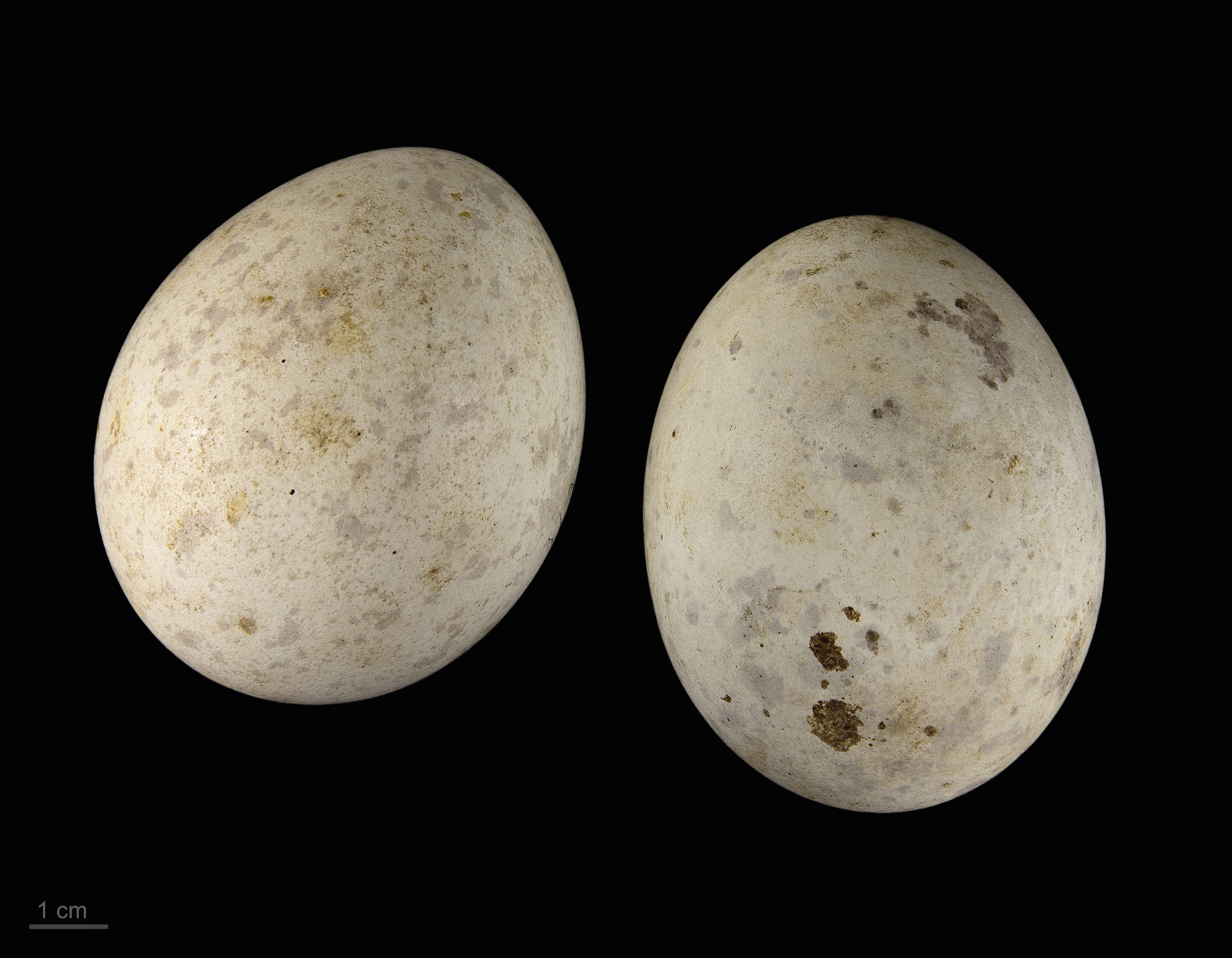
яйце Clanga clanga - Тулузький музей

Гніздиться великий підорлик на деревах. Одне гніздо часто використовується цими птахами кілька разів. У травні самка відкладає 1-3, але частіше 2 строкатих яйця. Перше і друге яйце відкладаються неодночасно, але висиджування починається з першого яйця. Пташенята вилуплюються через 40 днів висиджування. Молодше пташеня, що вилупилося з яйця, відкладеного другим, піддається гонінням старшого і, як правило, гине в перші два тижні життя. У віці 8-9 тижнів пташенята великого підорлика встають на крило, і, в залежності від місця гніздування, у вересні або жовтні підорлики відлітають на зимівлю.

## Охорона
Охороняється Конвенцією з міжнародної торгівлі вимираючими видами дикої фауни і флори (CITES) (Додаток ІІ), Боннською (Додаток І) та Бернською (Додаток ІІ) конвенціями. Внесений до Червоної книги України (1994, 2009) (статус − рідкісний).
Можливе розведення цього птаха в неволі — цей птах утримують в багатьох зоопарках.